# Bimberi Peak
Bimberi Peak (také Mount Bimberi) je hora v australském pohoří Brindabella Range, která je vysoká 1913 m n. m. a je nejvyšším vrcholem teritoria hlavního města Austrálie. Leží nedaleko vesnice Adaminaby na hranici Kosciuszkova národního parku a národního parku Namadgi. Vzhledem k relativní blízkosti australského hlavního města Canberry a tomu, že k výstupu není třeba horolezeckého vybavení, je hora oblíbeným výletním místem. Vrcholová partie hory se nachází nad hranicí lesa a v zimním období je pokryta sněhem. Na vrcholu hory se nachází geodetický bod.